# Kazuhito Watanabe
Kazuhito Watanabe (渡邊 一仁 Watanabe Kazuhito?), född 1 september 1986 i Ehime prefektur, är en japansk fotbollsspelare.
Watanabe började sin karriär 2009 i Ehime FC. Han spelade 132 ligamatcher för klubben. 2015 flyttade han till Fagiano Okayama. Efter Fagiano Okayama spelade han för Yokohama FC. Han gick tillbaka till Ehime FC 2020.